# デスハンター
『デスハンター』は、平井和正（原作）・桑田次郎（現：桑田二郎、作画）による漫画である。1969年、『週刊ぼくらマガジン』創刊号（11月18日号）から翌1970年第34号（8月18日号）までに連載された。平井はこの漫画の原作を小説形式で執筆しており、後にその原作原稿をベースにして小説『死霊狩り』（ゾンビー・ハンター）三部作が書かれた。なお、この小説『死霊狩り』は、梁慶一作画により『死霊狩り』として再漫画化されている。
なお、この世界の1960年代末期のアメリカ合衆国は、極秘軍事科学において、20世紀末から21世紀の技術と同等かそれ以上の高度な水準を達成しており、それらは主人公のサイボーグ能力や精神改造技術、中性子爆弾の存在などという形で描かれている。

## ストーリー
スポンサーの裏切りに遭ってレーサーの職を失い、自暴自棄になっていた田村俊夫は、シャドウと名乗る男の誘いに乗り、ジャングルでの命懸けの選抜試験に挑むことになり、元女テロリストのリュシール・ブルーエ、中国人の元工作員・林石隆らと共に第一次選抜試験に合格する。
狂気じみた鍛錬に神経をすり減らしながらも一流の殺し屋へ鍛え上げられた俊夫は最終選抜試験で重傷を追いながらも合格を果たすが、片目片腕を失う結果となり、不具者となった体に打ちのめされたものの、義眼と義手を与えられてサイボーグ化された事で超人的な能力を一応ながら手に入れる。しかし、大勢の人間を虐殺するためとしか思えない過酷なテストへの憤りを抑えられず、シャドウの命を狙うが、シャドウは非人道的な手段を用いてまで彼らを選抜した理由として、人間に取り憑いて凶暴化させる謎の生命体とその憑依体「デス」を密かに発見・抹殺する「デスハンター」の組織結成のためである事を明かす。
真相を教えられてもシャドウへの怒りと不信を抑えられなかった俊夫は組織を去って日本に戻るが、姉や恋人マリアンヌと再会したのもつかの間、2人は某国工作員グループに誘拐される。彼らを追った俊夫は、デスとなったマリアンヌが、自身を誘拐した男たちや俊夫の姉を惨殺していたことを知り、凄惨な戦いの末に彼女を倒す。そして俊夫は、シャドウが姉達の命を犠牲にする事で組織に戻るよう誘導していたことを悟り、デスの抹殺後はシャドウを殺すと誓った上でデスハンターの一人となる。
デス化の疑いがかけられている加賀見技師一家に近づいた俊夫は、加賀見の妹・良子に惹かれるが、加賀見家の者は妻、幼い子供2人、飼い猫、そして良子までもが憎むべきデスであったことが次々にわかる。加賀見技師はそのことを知りつつも、デスとなった家族を愛していたと告白、俊夫は愕然とする。
結果として加賀見一家を全員葬ったものの罪悪感に苛まれた俊夫は、基地の医療設備の中で性格的な弱さを克服する鍛錬として洗脳措置を施され、次第にシャドウの望む冷酷な殺人者と化し、自分に牙を剥く者は躊躇無く撃ち殺すほどの殺人鬼になり、かつての仲間に捕らえられたリュシールが拷問され、痛めつけられた上に顔の皮を剥ぎ取られた瀕死の状態で帰還しても、何の感情も抱かない人間となっていく。
そんなある日、孤島にあるデスハンター基地にデスが侵入、次々とデスハンターたちが殺されていき、基地内はパニックになる。狩られる側だったデスによる破壊工作によって同士討ちを引き起こされ、急速な崩壊を始めたデスハンター組織の混乱を前にシャドウは基地を見捨てることを決断するが、その時、俊夫の心身に重大な変化が起こり始めていた。

## 小説『死霊狩り』との比較
小説版と対比すると、小説でのゾンビーがデス、ライラ・アミンがリュシール・ブルーエ、加賀技師が加賀見技師、Sがシャドウというように、何人かの人物名や用語などが異なっている。また少年漫画ということもあり、小説でのジャンジーラ（漫画ではマリアンヌ）が誘拐グループに性的暴行を受けていた痕跡や、人種差別主義者のゾンビーハンターと俊夫との関わりの中で精神異常をきたした女職員のエピソードといった、性的な要素がほとんど存在していない。
ただし残酷描写は、桑田次郎がそのシャープな画風を駆使して、直接的で凄惨な描写が多い。拷問で生爪を剥がされた上に顔の皮を剥がれたリュシールの顔を直接的に描き出している他、銃撃で顔の半分が崩れ去ったまま執拗に俊夫に向かってくる血まみれのマリアンヌ、デスに殺されたデスハンター（イワノフ）の転がり落ちる生首、銃撃で吹き飛ばされる人間の顔、毒ガスによって痙攣しよだれを垂れ流しながら悶死する林石隆、などが例に挙げられる。
また、小説ではS（シャドウ）が基地に中性子爆弾を仕掛けて脱出、それを解除しようとする林石隆が毒ガスによって倒れ、俊夫が基地に侵入したゾンビー（デス）からその本当の正体と目的を知らされる中、爆弾が爆発して全てが終わってしまうという結末だが、漫画ではその後が描かれており、シャドウに妻子を人質に取られた一人の男が、その指示により不死身の肉体と生命を保証する新興宗教を探りに行き、そこでデスによって進化した俊夫とリュシールの2人と出会う……というもので、小説版で最後のどんでん返しとなっていた人類とデス（ゾンビー）の存在の違いをさらに拡大し、シャドウたち「野蛮で残虐な人類」の時代がやがて終わることを示唆した終結を迎えている。

## 登場人物
田村俊夫
主人公。「東和自動車」の元専属レーサー。自動車の故障による大事故から数度の手術を経て、奇跡的な回復を果たすが、「運転が荒いし事故が多すぎる」という理由で解雇される。自暴自棄の中での暴力沙汰で逃走中の俊夫を、莫大な報酬と共にスカウトしたのは、シャドウだった。過酷な熱帯ジャングルのサバイバルテストの中で、知り合ったリュシールや林らと共に、宇宙からの侵略者"デス"を抹殺するデス・ハンターの道を進む。数次にわたるサバイバルテストの結果、右目と左腕を失うが、代わりに赤外線を見ることが出来る義眼と怪力を発揮する義手を装着している。
リュシール・ブルーエ
アラブゲリラの一員であった女性。指揮官として決行した旅客機ハイジャックで、着陸に失敗し重傷を負うが、極めて強靭な生命力で生き残り回復したため、シャドウにデス・ハンターとしてスカウトされる。サバイバルテストの中で、俊夫や林と助け合い、友情を持つようになる。
（3巻）任務途中で、アラブゲリラの元仲間に囚われ、アメリカの秘密機関に身を置いていた事実を譴責されて裏切り者と見なされ、凄惨な拷問を受ける。皮肉ながら、彼女のかつての仇敵だったイスラエルの諜報組織に救出され、半死半生の姿でデス・ハンター基地に帰還するが、廃人同然とみなされる。しかし、デス・ハンター基地に潜入したデスが彼女の体内に入り込んで憑依し、破壊工作を開始した。
林石隆
元某国の破壊工作員。破壊活動の中で、不死身といえる生命力を示したことから、シャドウにスカウトされ、デス・ハンターのひとりとなる。サバイバルテストで知り合った俊夫やリュシールに友情を持っているが、工作員としての経歴の長さから、俊夫の精神的な弱さは殺し屋には向かないと案じていた。
敵であるデスの死に涙する俊夫の甘さを危険と見なして基地へと連行するが、後にシャドウが医師に命じて施した洗脳によって殺人鬼と化した俊夫の有様と、敵と戦い続けるためなら不要と見なした味方すら躊躇無く騙まし討ちにするシャドウの度を越えた酷薄さに慄然となり、シャドウのように人間的であることを弱さとして否定する人間のあり様こそが”人類の本当の敵”ではないかと深い疑念を抱くようになる。
（4巻）半ば夢見心地での「良子」との再会で洗脳状態から自我を取り戻した俊夫の言動に影響されて徐々にやさしい心を取り戻し、リュシールを見捨てることが出来ないとデス・ハンター基地の残留を選んだ俊夫に殉じて、林もまたシャドウの命令を拒絶してデス・ハンター基地への残留を選び、シャドウに対して決別を表明するが、その場で危険人物とみなされて腹部を重機関銃で銃撃されて重傷を負う。意識を取り戻した林は医師の協力を得て、基地自爆用の中性子爆弾の時限装置を解除しようと図るが、そこにはすでにシャドウによる毒ガスのわなが待ち構えており、防護服無しで毒ガスに満たされたエリアへの突入を余儀なくされる。
シャドウ
デス・ハンター機関の司令官。銀髪に常にサングラスで、感情を一切表さず、暴力の脅迫にも動揺する様子がない。ある航空事故に際し、偶然撮影され回収されたフィルムより、人間に寄生する宇宙からの侵略者"デス"の存在を知り、"デス"を抹殺するデス・ハンター機関を創設する。CIA設立者アレン・ダレス長官の懐刀だったと言われ、それ以外は生まれも経歴も一切不明。その冷静な立ち居振る舞いとは裏腹に内面は不気味なほどに冷酷かつ破壊的で、関わる人間を敵・味方・第三者の区別なく殺戮と破滅へ導いていく禍々しい気質の持ち主。姉と恋人の死の原因となったシャドウを、俊夫は誰よりも憎悪している。
田村俊夫の姉
俊夫の家族。愛情深い人物で俊夫の心の支えでもあった。林の元仲間である某国工作員グループにより、誘拐される。
マリアンヌ
俊夫の恋人。俊夫の姉と家族同様に暮らしていたが、俊夫を脅迫するため、某国工作員グループにより誘拐される。だが、マリアンヌはすでにデスに憑依されていた。
加賀美技師（2,3巻）
本名・加賀美明。「コスミック電機」の元技術者。実用レベルのレーザー兵器に流用できる小型レーザー光線銃を開発したため、CIA他各国の工作員から狙われる。その最中に工作員が惨殺される事件が発生したため、デス・ハンター機関よりデス汚染を疑われるが、紛れも無い人間であり、それゆえに力と権力を求めるあまり自らを破滅させかねない人類の愚劣さと野蛮さに絶望している。
加賀美良子（2,3巻）
加賀美技師の義妹。加賀美家への潜入を試みた俊夫の標的となるが、俊夫は意図せず彼女に心惹かれていく。だが、某国工作員の加賀美邸襲撃の最中、俊夫は、すでに良子がデス汚染されていたことを知る。しかし、良子の誠実で自己犠牲的な行動は俊夫のデスに対する固定観念を大きく揺るがすものだったため、俊夫に甚大なトラウマをもたらす結果となった。
加賀美陽子（2,3巻）
加賀美技師の妻。某中華人民共和国工作員の襲撃に対し抵抗すべく、加賀美技師が作り上げたレーザー兵器を使用し、瞬く間に襲撃者を高熱のビームで薙ぎ払い、地獄絵を作り出す。銃撃を受けたはずのその体から流血が見られない彼女の姿に、俊夫は彼女がデス汚染されていることを知る。
加賀美英夫（2,3巻）
加賀美ナナ（2,3巻）
加賀美技師の子供たち。子供離れした知的な言動を見せ、二人共にデス汚染されて居た事を俊夫に悟らせた。
ケント（2巻）
加賀美家潜入に対して、俊夫に協力するCIAの幹部。デスというものを知らず、俊夫の慎重な態度を笑うが、俊夫の義手の怪力のデモンストレーションを見せられた上、凄惨な過去をほのめかされると態度を改める。
白人デス・ハンター（3巻）
狂気じみたレイシストであり、デス・ハンター専用食堂で黒人デス・ハンターが同席することを嫌い私闘からついには刺殺してしまう。俊夫に対しても、その鉾先を向け私闘を仕掛けてくる。
デス・ハンター基地の暴徒たち（3巻）
侵入したデスの破壊工作により、パニック状態に陥り、武装して、目をつけた人物をリンチ・惨殺することを繰り返していたデス・ハンター基地の職員たち。私刑を制止しようとした林にも従わず、一触即発の状態に陥りかけるが、林より通常人とデス汚染された人間との識別法を教えられ、パニックは収拾された。
イワノフ（3,4巻）
林から「デス・ハンター一の怪力」と評されたデス・ハンター。デスによるデス・ハンター基地襲撃に際し、惨殺され、首だけが転がる無残な姿となる。
デス・ハンター基地の医師（4巻）
デスに襲撃され、壊滅状態となったデス・ハンター基地を、デス・ハンターだけで撤退するシャドウの命令を拒絶した為に、不要な人間と見なされて銃撃を受けた林に手当を施す医師。司令官としてのシャドウを信じきっていたが、息を吹き返した林から伝えられたシャドウの真意を知ると、ようやくその冷酷非情さに驚愕する。シャドウが残した時限式中性子爆弾を止めようとする林に協力するが、はしごから落下した衝撃で足を骨折し、動けなくなったところで解除装置に仕掛けられた毒ガスを浴びて悶死する。
木村（4巻）
「毎朝新聞社」の記者。デス化し、帰国した俊夫とデス・ハンター機関との銃撃戦に巻き込まれ、妻子をデス・ハンター機関に人質に取られ、シャドウの命令で記事の差し止めと、俊夫が身を寄せる宇宙救済協会への取材を命じられる。シャドウの悪魔じみた性格を証明するように家族ともども悲惨な結末を迎えるに至る。

## 各話タイトル
巻数は朝日ソノラマ社刊サンコミックス版による。
- 第1巻
  1. その男の名はシャドウ
  2. 死のジャングルテスト
  3. たすけた少女
  4. 新しい仲間
  5. 生きのびたものたち
  6. 第二次テスト
  7. 悪魔のような男
  8. 片目 片腕
  9. シャドウとの対決
  10. おそるべき記録
- 第2巻
  1. そこでなにがおこったか
  2. マリアンヌの正体
  3. デスを殺せ
  4. ふたたびカリブ海へ
  5. 憎しみの中に生きる
  6. 疑わしきは殺せ
  7. 行動開始
  8. これが罠か
  9. おそるべき殺人光線
  10. 悪魔の心をもて
  11. 人間の皮をかぶった悪魔ども
- 第3巻
  1. 地獄をつくりだした奴は?
  2. 炎の中で
  3. 幻の中で
  4. 冷血動物の顔
  5. 重症のリュシール
  6. デスの潜入
  7. 死こそわが友
  8. わたしはデスじゃない
  9. デスに血はない
  10. 俊夫は俺が料理する
  11. 良子の眼を持つリュシール
- 第4巻
  1. すがたなきデス
  2. 俊夫を射殺せよ!
  3. 見すてられたリュシール
  4. 死臭の部屋
  5. ゼロ…光…死!
  6. おれは人間じゃない!
  7. それは人類のガン細胞
  8. あたらしい人類

## 原作を部分収録した書籍
2018年にハヤカワ文庫JAから刊行された『日本SF傑作選4 平井和正 虎は目覚める/サイボーグ・ブルース』（日下三蔵編集）に、平井の短編SF小説10作（うち4作は短編集『悪徳学園』に収録されていた）、長編SF小説『サイボーグ・ブルース』に加え、「デスハンター エピローグ」として『デスハンター』の原作が収録されている。『死霊狩り』では省かれた「その後」にあたる部分であり、小説形式で書かれている。